# Emma (série télévisée, 2016)
Pour les articles homonymes, voir Emma.
Emma est une série télévisée policière française créée par Manon Dillys et Sébastien Le Délézir, réalisée par Alfred Lot et diffusée depuis le 6 octobre 2016 sur TF1. La chaîne a décidé de ne pas donner suite aux deux premiers épisodes.

## Synopsis
Emma Faure, 25 ans, débarque à la DRPJ de Versailles dans le service du commandant Fred Vitulo. Cette nouvelle stagiaire à la plastique parfaite, aux capacités physiques et intellectuelles exceptionnelles, mais au comportement étrange, voire franchement décalé, l'intrigue rapidement. Lorsqu’il découvre qu’Emma est en réalité un androïde de dernière génération destinée à épauler les policiers de demain, il ignore encore qu’il va former avec elle un duo d’enquêteurs redoutable d’efficacité et faire l’expérience extraordinaire d’éveiller une machine à l’humanité.

## Distribution
- Solène Hébert : Emma Faure
- Patrick Ridremont : Fred Vitulo
- Slimane Yefsah : Nassim Bendjani
- Sabrina Seyvecou : Alex Gestaz de Varennes
- Vanessa Larré : Eve de Condrieu
- Sophie Rodrigues : Judith Vitulo
- Mathieu Delarive : Marc Radckin

## Épisodes

### Épisode 1:Question de confiance
- 6 octobre 2016 sur TF1

### Épisode 2:Mort aux vainqueurs
- 6 octobre 2016 sur TF1

## Arrêt de la série
En novembre 2017, alors que l'interprète du rôle-titre est désormais présente dans le feuilleton quotidien Demain nous appartient, TF1 annonce l'arrêt de la série Emma.